# Proyecto SUNSHINE
Proyecto SUNSHINE fue una serie de estudios de investigación iniciados en 1953 para determinar el impacto de la lluvia radiactiva en la población mundial. El proyecto se mantuvo inicialmente en secreto y solo se hizo público en 1956. Encargado conjuntamente por la Comisión de Energía Atómica de los Estados Unidos y USAF Project Rand, el proyecto SUNSHINE buscaba examinar los efectos a largo plazo de la radiación nuclear en la biosfera debido a detonaciones nucleares repetidas de creciente magnitud. Con la conclusión del Proyecto GABRIEL de que el isótopo radiactivo Estroncio-90 (Sr-90) representaba la mayor amenaza para la salud humana debido a la lluvia radiactiva, el proyecto SUNSHINE buscó medir la dispersión global del Sr-90 midiendo su concentración en los tejidos y huesos de los muertos. Particular interés se centró en los tejidos de los jóvenes, cuyos huesos en desarrollo tienen la mayor propensión a acumular Sr-90 y, por lo tanto, la mayor susceptibilidad al daño por radiación. El proyecto SUNSHINE generó mucha controversia cuando se reveló que muchas de las muestras utilizadas se tomaron sin el permiso previo de los familiares de los fallecidos, algo que no se conoció hasta muchos años después.

## Historia
El 18 de enero de 1955, el entonces comisionado de la Comisión de Energía Atómica de los Estados Unidos (AEC, por sus siglas en inglés), el Dr. Willard Libby, expresó una preocupante falta de datos sobre los efectos de la lluvia radiactiva en los seres humanos, específicamente en las poblaciones más jóvenes. Según Libby, la carencia de muestras humanas, especialmente de niños, constituía un obstáculo significativo para evaluar adecuadamente el impacto de la radiación. Durante una reunión, Libby enfatizó: "No sé cómo obtenerlas, pero sí digo que es de suma importancia conseguirlas, y particularmente en el grupo de edad joven. Así que, las muestras humanas son a menudo de suma importancia, y si alguien sabe cómo hacer un buen trabajo de robo de cuerpos, realmente estará sirviendo a su país".
Estas declaraciones desencadenaron un esfuerzo significativo para recolectar tejidos humanos destinados a estudios sobre los efectos de la radiación nuclear. Como resultado, se obtuvieron más de 1,500 muestras de restos humanos, principalmente de bebés y niños pequeños, aunque solo 500 de estas fueron finalmente analizadas. Estas muestras fueron recolectadas de diversas partes del mundo, desde Australia hasta Europa, en un esfuerzo por ampliar el alcance geográfico de los datos. Sin embargo, lo más controvertido de este proceso fue que muchas de estas muestras se obtuvieron sin el consentimiento o conocimiento de los padres y familiares de los fallecidos, lo que generó indignación y cuestionamientos éticos en años posteriores.
En particular, una investigación posterior reveló que científicos británicos desempeñaron un papel activo en la obtención de cuerpos de niños fallecidos. Según un informe publicado por un periódico británico, los cuerpos fueron recolectados de hospitales en el Reino Unido, y partes de estos cuerpos fueron enviadas a los Estados Unidos para análisis. Este hecho provocó una fuerte reacción cuando salió a la luz. Por ejemplo, una madre británica relató que las piernas de su bebé nacido muerto fueron removidas sin su conocimiento o consentimiento por médicos británicos. Además, para evitar que descubriera lo sucedido, no se le permitió vestir al bebé para el funeral.
Este programa de recolección de tejidos humanos y sus métodos poco éticos generaron un intenso escrutinio público y académico una vez que se revelaron los detalles en las décadas siguientes. Aunque el objetivo científico del proyecto SUNSHINE, que era comprender mejor los efectos de los isótopos radiactivos como el Estroncio-90, era de suma importancia para evaluar los riesgos de las pruebas nucleares, las prácticas utilizadas para recolectar muestras pusieron en duda las prioridades éticas del programa. El escándalo destacó la falta de transparencia y el desprecio por los derechos de las familias afectadas, lo que contribuyó a debates sobre la ética en la investigación científica y médica a nivel internacional.

## Estudios destacados
En 1958, la investigación para el proyecto SUNSHINE se trasladó a Bélgica. Los científicos comenzaron a realizar pruebas ligeramente diferentes a las hechas previamente en Estados Unidos y Europa, analizando suelos en regiones agrícolas en lugar de huesos humanos. Se enfocaron en dos direcciones principales: estudios ambientales y experimentación en condiciones naturales y controladas. Su objetivo era observar el efecto del Estroncio-90 en los suelos, así como su transferencia al pasto y a los animales de pastoreo como vacas y ovejas, cuyos productos como leche y carne son consumidos por los humanos. Los investigadores también observaron los efectos directos del Estroncio-90 en el crecimiento de pastos y cultivos contaminados.
En un artículo de 1957, el Dr. Whitlock, director de Educación en Salud del Consejo Nacional de Productos Lácteos, Chicago, Illinois, discutió el impacto del Estroncio-90 en la leche de vaca consumida por los humanos, concluyendo que los efectos del Sr-90 no serían detectablemente dañinos para la población general de Estados Unidos. "De la información anterior, parecería que nos queda un largo camino por recorrer antes de que la presencia del Estroncio-90 en la leche y otros alimentos pueda alcanzar las cantidades de radiactividad a las que hemos estado expuestos durante mucho tiempo a través de recursos naturales." Refiriéndose específicamente a la radiactividad natural del Potasio-40.